# Luisa María Lara
Luisa María Lara López (Alcalá La Real, 9 de junho de 1966) é uma astrofísica espanhola. Desde 2010, é Investigadora Cientista no Instituto de Astrofísica de Andaluzia (Conselho Superior de Investigações Científicas) no Departamento de Sistema Solar.
Sua linha de investigação trata do estudo de atmosferas planetárias e exoplanetárias e de cometas mediante desenvolvimento de modelos físico-químicos e da exploração remota dos corpos do Sistema Solar. Seu trabalho fez-se especialmente visível graças a sua participação como investigadora na missão Rosetta (ESSA).